# Roberto Mouzo
 (mars 2023).
Si vous disposez d'ouvrages ou d'articles de référence ou si vous connaissez des sites web de qualité traitant du thème abordé ici, merci de compléter l'article en donnant les références utiles à sa vérifiabilité et en les liant à la section « Notes et références ».
Roberto Mouzo, né le 8 janvier 1953 à Avellaneda (Buenos Aires) est un ancien footballeur argentin de Boca Juniors évoluant au poste de défenseur entre 1971 et 1984. Il est l'un des joueurs ayant le plus grand nombre de sélections avec le club, avec lequel il remporte le championnat national de 1976 et les Copa Libertadores de América de 1977 et 1978. Il est sélectionné à six reprises par l'équipe nationale argentine de football.

## Carrière à Boca Juniors
Il a commencé sa carrière dans les divisions inférieures du Club Atlético Boca Juniors et est considéré comme l'une des grandes idoles du club "Xeneize". Il a fait partie des rangs du club pendant 13 ans au total, devenant ainsi un joueur historique, détenteur du prestigieux record d'apparitions sous le maillot bleu et or, soit un total de 426 matchs. Il reste ainsi le joueur ayant disputé le plus grand nombre de matches dans l'histoire du "Xeneize" jusqu'à aujourd'hui[Quand ?].
Il détient également le record, partagé avec Silvio Marzolini, du joueur de Boca Juniors ayant disputé le plus grand nombre de matches dans le superclasico de football argentin, avec 29 matches chacun.
Pur produit du centre de formation de Boca Juniors, il fait ses débuts en 1971 en tant que deuxième défenseur central aux côtés de Roberto Rogel ; il jouera plus tard en tant que numéro 6. En décembre 1984, il porte le maillot bleu et or pour la dernière fois, dans le stade du Club Huracán, en battant Rosario Central, et l'équipe des "canallas" est alors reléguée. Il a été un joueur clé de l'équipe historique entraînée par Juan Carlos Lorenzo à la fin des années 70. Mouzo a passé près de 14 saisons avec les "Xeneizes".
Lors du championnat de 1981, Diego Maradona l'a reconnu comme la véritable star de l'équipe. Le 11 décembre 1983, il a dépassé le record de Silvio Marzolini à Boca, et depuis lors[Quand ?], il continue avec ce record presque impossible à battre de 426 apparitions.
Pendant son séjour à Boca, il a été le capitaine de l'équipe des jeunes, le joueur ayant le plus grand nombre de sélections à Boca et, en 1976, il a été nommé meilleur défenseur de la saison. Il a remporté les championnats métropolitains de 1976 et 1981, le championnat national de 1976, et les Copa Libertadores de América de 1977 et 1978. En 1977, son club remporte la Coupe intercontinentale contre le Borussia Mönchengladbach, la première de son histoire, à laquelle il ne peut participer en raison d'une blessure.

## Sélections nationales
Il compte également six sélections en équipe d'Argentine, dont quatre en 1974. Il est rappelé pour disputer la Copa América 1983 et joue deux matchs.

## Fin de carrière
En 1985, il a joué pour l'Asociación Atlética Estudiantes de Río Cuarto, Córdoba. Dans la nuit du mercredi 6 mars 1985, au stade Huracán, alors qu'il jouait contre Boca Juniors dans le cadre du championnat national de 1985, il prend la responsabilité de tirer un penalty, qu'il réussit à transformer. Le match se termine par une défaite 1-7. En 1985, il part en Équateur pour jouer avec l'Asociación Deportiva 9 de Octubre. En 1986, il retourne en Argentine pour jouer avec le Club Atlético Atlanta et, la même année, il joue pour le Deportivo Urdinarrain, où il termine sa carrière de footballeur. En 1990, il retourne à Boca Juniors pour travailler avec les équipes de jeunes et pour assurer l'intérim de l'équipe première de Boca aux côtés de Francisco Sá. La même année, pour la saison 1990/91, il décide de revenir au football amateur en jouant pour l'Atletico Villa Gesell lors du tournoi régional. L'équipe est éliminée au premier tour. Au cours de ces dernières années, il a continué à être lié à Boca, travaillant pour les divisions inférieures.